# Craig Parkinson
Craig Parkinson (Blackpool, 11 de março de 1976) é um ator britânico.